# Clostridium
Il genere Clostridium comprende batteri anaerobi obbligati, Gram positivi, in grado di formare spore se le condizioni ambientali sono avverse.
Sono organismi ubiquitari, è cioè possibile isolarli nel suolo, in acqua, negli scarichi fognari, e costituiscono la normale flora batterica del tratto gastrointestinale degli animali e dell'uomo. Alcune specie sono patogene per la produzione di tossine, tra queste vi sono gli agenti eziologici del tetano, del botulismo e della gangrena gassosa.
Sono privi di citocromi e sono sia catalasi sia perossidasi negativi (cioè non possiedono questi enzimi); infatti in presenza di acqua ossigenata muoiono per via dell'ossigeno che si libera in quanto incapaci di decomporre la molecola in acqua e ossigeno. Questa caratteristica viene sfruttata per disinfettare le parti infette colpite da Clostridium.
Essendo anaerobi, se coltivati in ambienti a basso potere redox, cioè con scarsa concentrazione di ossigeno, sono estremamente attivi dal punto di vista fermentativo, attaccando sostanze organiche (carboidrati e aminoacidi) con produzione di alcooli, acido acetico, acido butirrico, acido succinico e gas come l'anidride carbonica, idrogeno e acido solfidrico con conseguente formazione di odori e sapori sgradevoli, fino ad arrivare al fenomeno della putrefazione.
In questo genere era compreso anche il Clostridium difficile, la cui tossina è agente di una grave forma di diarrea, ora riclassificato come Clostridioides difficile.
Si possono dividere in vari gruppi, a seconda del loro processo fermentativo.

## Primo gruppo: clostridi butirrici
Essi possono fissare l'azoto, producono la capsula e hanno un'azione lievemente proteolitica. Compiono inoltre la fermentazione butirrica.
Specie C. perfringens
- Il Clostridium perfringens (o C. welchii) è il più importante agente della gangrena gassosa, infezione molto grave di tessuti in seguito a ferite o lesioni. È un'infezione legata alla penetrazione delle spore in profondità nei tessuti, dove l'ambiente anaerobio ne consente la germinazione.[5]

È tuttavia guaribile, se curata per tempo.

Inoltre è l'agente di una tossinfezione alimentare, causata dall'ingestione di alimenti come carni o pollame cotti, che vengono fatti raffreddare troppo lentamente a temperatura ambiente, e poi riscaldati nuovamente per il consumo.

La maggior parte dei casi di questa sindrome si manifesta negli ambienti di ristorazione collettiva (mense, ospedali, scuole, ecc.).

Il periodo di incubazione varia da 8 a 22 ore dall'ingestione del cibo contaminato e i sintomi consistono in diarrea e dolori addominali, con un decorso generalmente rapido (1-2 giorni) e benigno.

Questo batterio rappresenta uno degli indici di contaminazione fecale nelle acque, insieme all'Escherichia coli e allo Streptococcus faecalis.

## Secondo gruppo: clostridi amminoacidi fermentanti
Specie: C. tetani, C. botulinum.
- Il Clostridium tetani non si trova negli alimenti; esso è l'agente eziologico del tetano, molto pericoloso perché ubiquitario. Le sue endospore eccedono il diametro dello sporangio e sono disposte, di solito, in modo polare, conferendo la tipica forma a "bacchetta di tamburo".[6]

Esso produce una tossina che agisce sul sistema nervoso centrale, provocando spasmi muscolari violenti e incontrollabili.

L'infezione si manifesta quando le spore del germe riescono a penetrare nelle ferite che, per le loro caratteristiche anaerobiche, ne favoriscono la germinazione, con la produzione della neurotossina (le condizioni anaerobie si creano in seguito a necrosi locale del tessuto e ischemia, cioè mancato afflusso di sangue al tessuto e, di conseguenza, mancato afflusso di ossigeno).

L'infezione non trattata è quasi sempre mortale; i sintomi sono: contrazioni dolorose dei muscoli volontari, rigidità addominale, spasmi generalizzati, blocco respiratorio con morte per asfissia.

La pericolosità della malattia è legata anche al lungo periodo di incubazione (30 giorni).

A causa della grande diffusione del batterio, è stato messo a punto un programma di vaccinazioni obbligatorio, soprattutto nella prima infanzia.
- Il Clostridium botulinum è l'agente di una grave intossicazione alimentare, il botulismo, causata dall'ingestione di alimenti contenenti la tossina prodotta dal batterio.[7]

Il batterio e soprattutto le sue spore sono ubiquitari, diffusi principalmente nel suolo e nelle acque e la loro ingestione non causa danni all'organismo, perché non metabolizzano e non germinano a livello gastro-enterico.
La loro presenza in ambienti idonei allo sviluppo è pericolosa, perché le cellule vegetative producono la dannosissima tossina, che è una proteina molto attiva, resistente all'azione di enzimi proteolitici gastrici e intestinali.
Viene distrutta dagli alcoli, ma è relativamente termostabile, resistendo a temperature di 75-80 °C per 30 minuti e viene inattivata solo a 100 °C per 10 minuti.

## Specie
Il genere Clostridium comprende le seguenti specie:
| - C. absonum - C. aceticum - C. acetireducens - C. acetobutylicum - C. acidisoli - C. acidurici - C. aerotolerans - C. akagii - C. aldrichii - C. algidicarnis - C. algidixylanolyticum - C. alkalicellulosi - C. aminophilum - C. aminovalericum - C. amygdalinum - C. arcticum - C. argentinense - C. aurantibutyricum - C. baratii - C. bartlettii - C. beijerinckii - C. bifermentans - C. bolteae - C. botulinum - C. bowmanii - C. butyricum - C. cadaveris - C. caminithermale - C. carboxidivorans - C. carnis - C. celatum - C. celerecrescens - C. cellobioparum - C. cellulofermentans - C. cellulolyticum - C. cellulosi - C. cellulovorans - C. chartatabidum - C. chauvoei - C. clostridioforme - C. coccoides - C. cochlearium - C. cocleatum - C. colicanis - C. colinum - C. collagenovorans - C. cylindrosporum - C. diolis - C. disporicum - C. drakei - C. estertheticum - C. estertheticum subsp. estertheticum - C. estertheticum subsp. laramiense - C. fallax - C. felsineum | - C. fimetarium - C. formicaceticum - C. frigidicarnis - C. frigoris - C. ganghwense - C. gasigenes - C. ghonii - C. glycolicum - C. grantii - C. haemolyticum - C. halophilum - C. hastiforme - C. hathewayi - C. herbivorans - C. hiranonis - C. histolyticum - C. homopropionicum - C. hungatei - C. hylemonae - C. indolis - C. innocuum - C. intestinale - C. irregulare - C. isatidis - C. jejuense - C. josui - C. kluyveri - C. lactatifermentans - C. lacusfryxellense - C. lentocellum - C. lentoputrescens - C. leptum - C. limosum - C. litorale - C. lituseburense - C. ljungdahlii - C. lundense - C. magnum - C. malenominatum - C. mayombei - C. methoxybenzovorans - C. methylpentosum - C. neopropionicum - C. nexile - C. novyi - C. oceanicum - C. orbiscindens - C. oroticum - C. papyrosolvens - C. paradoxum - C. paraperfringens - C. paraputrificum - C. pascui - C. pasteurianum - C. peptidivorans - C. perenne | - C. perfringens - C. phytofermentans - C. piliforme - C. polysaccharolyticum - C. populeti - C. propionicum - C. proteoclasticum - C. proteolyticum - C. psychrophilum - C. puniceum - C. purinilyticum - C. putrefaciens - C. putrificum - C. quinii - C. ramosum - C. rectum - C. roseum - C. saccharobutylicum - C. saccharolyticum - C. saccharoperbutylacetonicum - C. sardiniense - C. sartagoforme - C. scatologenes - C. schirmacherense - C. scindens - C. septicum - C. sordellii - C. sphenoides - C. spiroforme - C. sporogenes - C. sporosphaeroides - C. stercorarium - C. stercorarium subsp. leptospartum - C. stercorarium subsp. stercorarium - C. stercorarium subsp. thermolacticum - C. sticklandii - C. straminisolvens - C. subterminale - C. symbiosum - C. termitidis - C. tertium - C. tetani - C. tetanomorphum - C. thermoalcaliphilum - C. thermobutyricum - C. thermocellum - C. thermopalmarium - C. thermopapyrolyticum - C. thermosuccinogenes - C. thiosulfatireducens - C. tyrobutyricum - C. uliginosum - C. ultunense - C. vincentii - C. viride - C. xylanolyticum - C. xylanovorans |